# Радіолярієвий мул

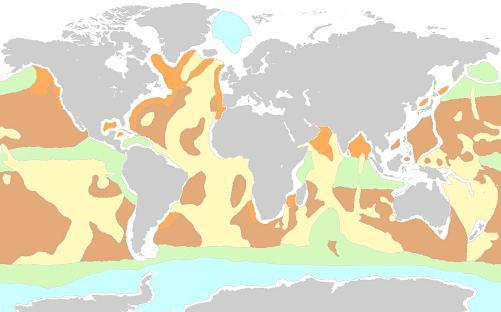
Карта світу, що показує розподіл пелагічних відкладень. Зелений: кремнисті відкладення. Білий: відкладення континентальної окраїни. Синій: льодовикові відкладення. Помаранчевий: наземні відкладення. Коричневий: пелагічна глина. Жовтий: вапняні відкладення.

Радіолярієвий мул (рос. радиоляриевый ил, англ. radiolarian ooze; нім. Radiolarienschlamm m) — різновид сучасних океанічних глибоководних кременисто-глинистих мулів, збагачений скелетами найпростіших морських планктонових тепловодних організмів — радіолярій. У вологому стані являє собою коричневий, рідше зеленувато-сірий, чорний алевро-пелітовий і пелітовий осад. Складається з опалового кремнезему SiO2•nH2O (5-30 %), глинистих мінералів, вулканогенного матеріалу, гідроксидів заліза і манґану, іноді цеолітів. Р.м. поширений виключно в екваторіальній зоні Індійського і Тихого океанів на глиб. 4500–6000 м і більше. Займає бл. 3,4 % загальної площі дна Світового ок. У викопному стані переходить в органогенну осадову породу — радіолярит.